# گروه‌های قومی در آسیا
مردم آسیا از گروه‌های قومی بسیار متنوعی تشکیل شده‌اند که با آب و هوا و اقلیم مناطق مختلف قاره آسیا سازگاری یافته‌اند. این تنوع شامل اقلیم قطبی (قطب شمال)، مناطق نزدیک به قطب شمال (شبیه شمال قاره اروپا)، معتدل، نیمه گرمسیری و نیز مناطق وسیع کویری در مرکز و غرب آسیا می‌شوند. گروه‌های قومی آسیا با کوه، بیابان، مراتع و جنگل‌ها سازگار شده‌اند؛ در حالی که در سواحل آسیا گروه‌های قومی انواع روش‌های حمل و نقل مناسب را توسعه داده‌اند. تنوع فرهنگی مردم آسیا شامل تنوع فرهنگی، مذهبی، اقتصادی و تاریخی می‌شود.

نقشه قومیتی پامیر

برخی از گروه‌های قومی آسیا اساساً شکارچی-گردآورنده هستند. برخی رمه گردانی (زندگی عشایری) دارند و گروهی نیز کشاورز، یا در شغل‌های صنعتی و شهری هستند.
برخی از گروه‌ها یا کشورها در آسیا به‌طور کامل شهرنشین هستند (به عنوان مثال هنگ کنگ و سنگاپور). بزرگترین کشورهای آسیا با توجه به جمعیت به ترتیب عبارتند از: جمهوری خلق چین، هند، اندونزی، پاکستان، بنگلادش، ژاپن، فیلیپین، ویتنام، ایران، تایلند، برمه و کره جنوبی. استعمار ممالک و اقوام آسیایی توسط کشورهای اروپایی از قرن ۱۶ شروع شد و در اواخر قرن ۱۹ و اوایل قرن ۲۰ به اوج خود رسید (به جز در اتحاد جماهیر شوروی که سال ۱۹۹۰ منحل شد).

## آسیای مرکزی
آسیای مرکزی یا آسیای میانه در رایج‌ترین تعریف شامل پنج جمهوری از جماهیر شوروی سوسیالیستی سابق هستند: قزاقستان، قرقیزستان، تاجیکستان، ازبکستان، ترکمنستان و سین کیانگ در غرب چین. در تعریف گسترده‌تر، مغولستان، افغانستان و شمال پاکستان را هم شامل می‌شوند. ترکها، اقوام هند و ایرانی و مغول‌ها مردم آسیای مرکزی را تشکیل می‌دهند..
دین اصلی آسیای مرکزی اسلام (ترکها و اقوام هند و ایرانی) و بودیسم (مغولستان) است. آسیای مرکزی دارای تاریخ غنی و طولانی به ویژه در ارتباط با جاده ابریشماست. این منطقه توسط مغولان، ایرانیان، تاتارها، مردم روس، افغان‌ها و سرمتی در طول تاریخ فتح شده و در نتیجه دارای تنوع بسیار متمایز قومیتی فرهنگی است. فرهنگ آسیای میانه تحت تأثیر فرهنگهای چینی، هندی، ایرانی، افغانی، عربی، ترکی، روسی، سرمتی و مغولی قرار داشته‌است.
ادبیات آسیای مرکزی در ارتباط با ادبیات فارسی است چرا که این منطقه از نظر تاریخی در بسیاری زمانها، بخشی از امپراتوری ایران بوده‌است. اما به عنوان تقاطع جاده ابریشم، آسیای میانه از زبان و ادبیات چینی، هندی و عربی هم بهره گرفته‌است.

## شرق آسیا

نقشه Köppen برای آب و هوا ی شرق آسیا.

شرق آسیا متشکل از چین، هنگ کنگ، ماکائو، تایوان، ژاپن، کره جنوبی و کره شمالی و مغولستان است؛ گاهی ویتنام نیز در این تعریف گنجانده شده‌است. عمده اقوام شرق آسیا عبارتند از: هان، یاماتو، کره ای‌ها. سایر گروه‌های مردمی عبارتند از: تبتی‌ها، اویغورها، قزاقها، قرقیزها، مانچو و مغول‌ها. شمال آسیای شرقی نیز شامل گروه‌هایی مانند Buryatsها، Evenksها و مردم یاقوتستان می‌شود. اما به دلایل ملی و سیاسی، شمال چین و مغولستان در این ناحیه جای ندارند.
خانواده‌های زبانی یا زبان‌های تک خانواده شرق آسیا عبارتند از: چینی، تبتی-برمه‌ای، زبان‌های ژاپنی، آینو، زبان کره‌ای، مغولی، تونگوزی، ترکی، میایو–یائو، کرا-دای و آستروآسیایی.
شرق آسیا در طول تاریخ تحت تأثیر چین بوده‌است. به همین دلیل این ناحیه از نظر فرهنگی با عنوان Sinosphere (چین بزرگ) شناخته می‌شود. شواهد این امر را می‌توان در آشپزی، معماری و واژگان منطقه دید. مهمترین ویژگی‌های شرق آسیا، داشتن مشخصه‌های زبان چینی، فلسفه و اصول اخلاقی مشترک و برگرفته از آیین کنفوسیوس است.
رسم‌الخط قدیمی چینی ریشه خط در کشورهای مختلف شرق آسیا است. این رسم‌الخط بعدها به کره، ویتنام (در قرن ۱) و سپس به ژاپن رفته و جزء اصلی سامانه نگارشی ژاپنی شده‌است. سجونگ کبیر با اختراع الفبای هانگول بر اساس حروف چینی، دستورالخط ویژه برای زبان کره‌ای پدیدآورد. پدیده‌ای مشابه برای زبان ویتنامی روی داد که دوره استعمار فرانسه الفبای لاتین در این کشور رواج یافت. در ژاپن بسیاری از آثار به زبان ژاپنی با دو رسم‌الخط هیراگانا و کاتاکانا به همراه کاراکترهای چینی (کانجی) نوشته شده‌اند.
جدا از تأثیر وحدت بخشی که آیین کنفوسیوس، بودیسم، تائوئیسم، حروف چین، معماری چینی و دیگر حوزه‌های فرهنگ چینی در شرق آسیا داشته‌اند، تنوع فرهنگی بین کشورهای منطقه قابل مشاهده است.

## شمال آسیا
بیشترین بخش شمال آسیا در قلمرو بخش آسیایی روسیه قرار گرفته‌است. قومیت و فرهنگ مناطق شمال شرقی آسیا به‌طور کلی از فرهنگ مردمان شرق آسیا و ویژگی‌های فیزیکی آنان تبعیت می‌کند و این مردمان با ساکنان مغولستان و شمال چین هم ریشه هستند. گروه‌های قومی منطقه به زبان‌های اورالی، ترکی، مغولیو تونگوزی صحبت می‌کنند. زبان‌های اسلاوهای شرقی و "ساکنان دیرین سیبری هم در این منطقه وجود دارند. تاریخ و فرهنگ مردم این منطقه در بافت عشایری و قبیله‌ای متجلی شده‌است.
منطقه سیبری سرزمین تاریخ ترکهای تاتاردر خانات سیبری بوده‌است. اما توسعه طلبی روسیه باعث شد تا سیبری تحت کنترل این کشور قرار گیرد. امروزه حدود ۴۰ میلیون نفر در شمال آسیا زندگی می‌کنند.

## آسیای جنوب شرقی
آسیای جنوب شرقی اغلب به دو بخش تقسیم می‌شود: هندوچین شامل برمه، کامبوج، لائوس، شبه جزیره مالزی، تایلند و ویتنام؛ و منطقه دوم؛ و منطقه دریایی آسیای جنوب شرقی که شامل برونئی، تیمور شرقی، اندونزی، شرق مالزی، فیلیپین و سنگاپور می‌شود. جنوب شرق آسیا تا حد زیادی تحت تأثیر فرهنگ‌ها و ادیان هند و چین و همچنین ادیان اسلام و مسیحیت از سوی آسیای جنوب غربی بوده‌است.
آسیای جنوب شرقی به نظر می‌رسد بیشتر تحت تأثیر هند باشد تا چین؛ به استثنای ویتنام که بخشی از حوزه قلمرو فرهنگی چین (Sinosphere) محسوب می‌شود. آسیای جنوب شرقی تحت نفوذ شدید فرهنگ غربی بوده‌است که این مسئله ناشی از استعمار این مناطق در قرنهای گذشته‌است. یک مثال فیلیپین است که به شدت تحت تأثیر اسپانیا و ایالات متحده آمریکا در طی تقریباً چهار قرن استعمار قرار داشته‌است.
از ویژگی‌های مشترک موجود در اطراف منطقه وجود آبسرا و شالیزار در همه نقاط است. رقص بخش مهمی از فرهنگ جنوب شرقی آسیاست که در آن حرکات پیچیده دست و پا وجود دارد. هنر و ادبیات منطقه جنوب شرقی آسیا بسیار متمایز است و در طول تاریخ تحت تأثیر ادبیات هندو، چینی، بودایی و اسلامی قرار داشته‌است.

## جنوب آسیا

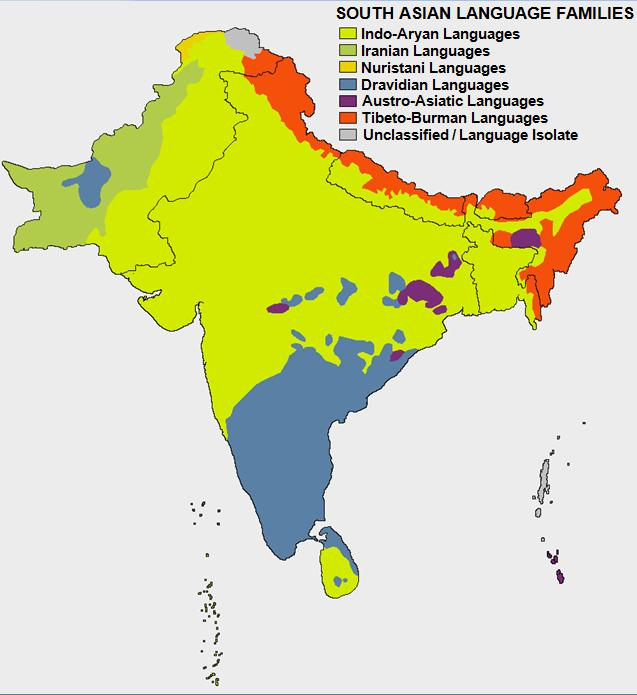
خانواهای ده زبان در آسیای جنوبی.

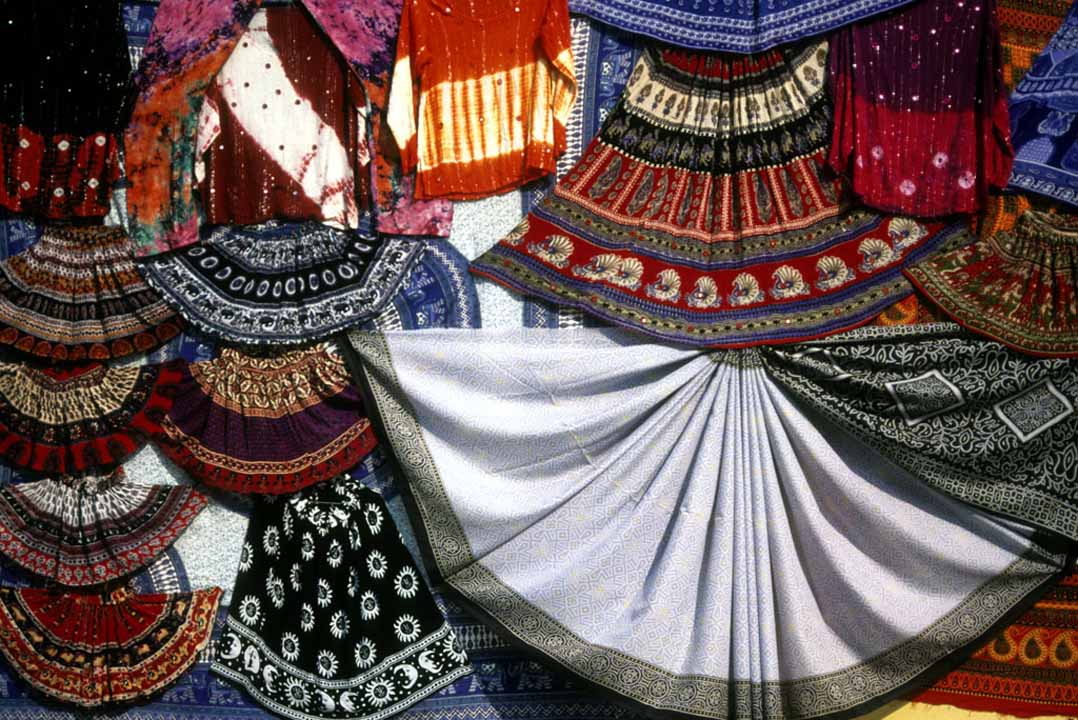
لباس راجستانی در جیپور راجستان.

جنوب آسیا در تعریف کلی متشکل از کشورهای بنگلادش، بوتان، هند، مالدیو، نپال، پاکستان، افغانستان و سریلانکا است. پنج ایالت جنوب هند فرهنگ مشترک دراویدی دارند چرا که دراویدی زبان اصلی آنهاست. سریلانکا دارای دو زبان اصلی، Sinhalese که هند و آریایی است و تامیل که ریشه دراویدی دارد. بنگلادش و هند در استان بنگال غربی میراث مشترک بنگالی را به اشتراک می‌گذارند. زبان‌های تبتی-برمه‌ای مناطق جنوب آسیا را تحت تأثیر قرار داده‌اند. پاکستان تقسیم شده‌است به دو منطقه بلوچستان و خیبر پختونخوا در غرب که بیشتر تحت نفوذ میراث فرهنگی ایرانی قرار دارند و دو منطقه در شرق شامل استان‌های سند و پنجاب که بیشتر تحت نفوذ فرهنگ هندوآریایی هستند.
نپال و ایالتهای سیکیم، آروناچال پرادش، لاداخ در ایالت جامو و کشمیر و بخش‌هایی از ایالت‌های هیماچال پرادش، اوتاراکند دارای شباهت و پیوند بزرگ فرهنگی با تبت هستند و دین غالب در آنجا بودیسم تبتی است. در نهایت ایالتهای مرزی آسام، مگالایا، میزورام، مانیپور، ناگالاند و تریپورا پیوند فرهنگی با جنوب شرق آسیا دارند.
بوتانی اغلب در ادبیات به عنوان "Bhote" (مردم Bhutia/Bhotia یا تبت) شناخته می‌شوند. آن‌ها پیرو آئین بودیسم تبتی هستند و بودایی، سلطه سیاسی و فرهنگی شدیدی در بوتان دارد. زبان ملی بوتان دزونگخا ریشه در زبانی تبتی دارد.
هندوئیسم، بودیسم، جین و سیک ادیان عمده جنوب آسیا هستند. اسلام و مسیحیت پیروان تاریخی-منطقه‌ای دارند. هند و نپال پیرو هندوئیسم هستند اما مردم سریلانکا و بوتان دارای مذهب بودایی می‌باشند. اسلام دومین دین بزرگ پس از آیین هندو
در کشورهای مسلمان مانند پاکستان و بنگلادش است. زبان‌های هند و آریایی در پاکستان و شمال هند، غرب هند، شرق هند، نپال و جنوب سریلانکا رایج هستند. دراویدی در جنوب هند و سریلانکا رایج است. زبان تبتی-برمه ای در بنگلادش، نپال، شمال و شمال شرقی هند رایج است. زبان‌های آستروآسیایی در برخی نواحی شمالی و شرق بنگلادش و در شرق و شمال شرق هند رایج هستند.

## غرب آسیا

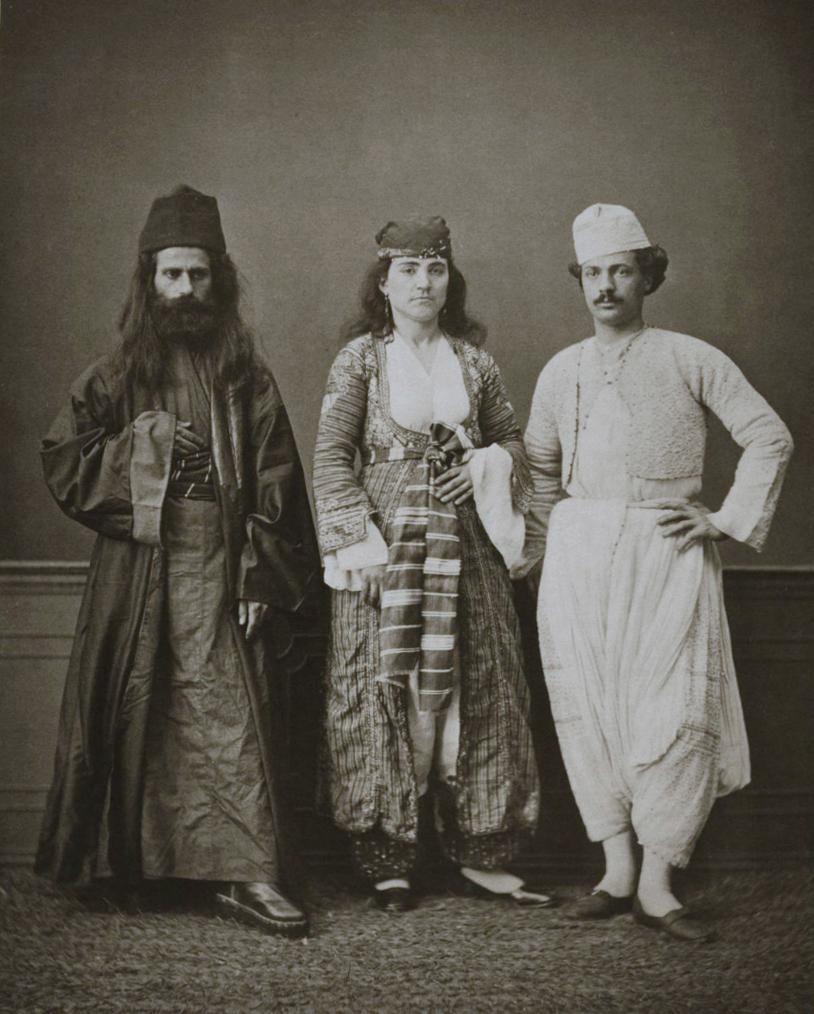
لباس‌های سنتی (از راست به چپ) یک مسیحی مقیم فاماگوستا، یک زن مسیحی از فاماگوستا و راهب ارتدوکس از صومعه Tchiko نزدیکی لفکا. عکس در قبرس در سال ۱۸۷۳ گرفته شده‌است.

اصطلاح غرب آسیا تا حد زیادی مطابق با عبارت خاورمیانه است. غرب آسیا متشکل از ارمنستان، جمهوری آذربایجان، بحرین، قبرس، ایران، عراق، اسرائیل، اردن، کویت، لبنان، عمان، فلسطین، قطر، عربستان سعودی، سوریه، ترکیه، امارات متحده عربی و یمن است.
از نظر فرهنگی گروه‌های قومی عمده غرب آسیا عبارتند از: مردمان عرب (در حدود ۱۵۰ میلیون)، مردمان ترک (حدود ۵۵ میلیون)، مردمان کرد ( حدود ۴۵ میلیون )، مردمان فارس (حدود ۷۵ میلیون). در کنار این گروه‌های بزرگ، جمعیت‌های قومی کوچکتر اما متنوع وجود دارد؛ از جمله: مردم آذری (حدود ۲۳ میلیون) ، یونانی (۶۰۰ هزار نفر)، مردم یهودی (۶٫۲ میلیون)، قبطی (۷–۱۱ میلیون)، آشوری (حدود ۴۰۰٬۰۰۰)، ارمنی، لر (حدود ۸ میلیون)، و دیگر اقلیت‌ها - مانند مندانی، یزیدی، Circassians و دیگران. بسیاری از کشورهای غرب آسیا جغرافیای کویری دارند. در نتیجه در این کشورها گروه‌های عشایری گسترده‌ای دیده می‌شود از جمله قبایل بدوی عرب.

## همچنین نگاه کنید
- آسیا
- مردمان آسیایی
- نژاد قفقازی
- دراویدی  نژاد
- مردم هندوآریایی
- نژاد زرد
- سامی
- مردم ایرانی